# Jeseter malý

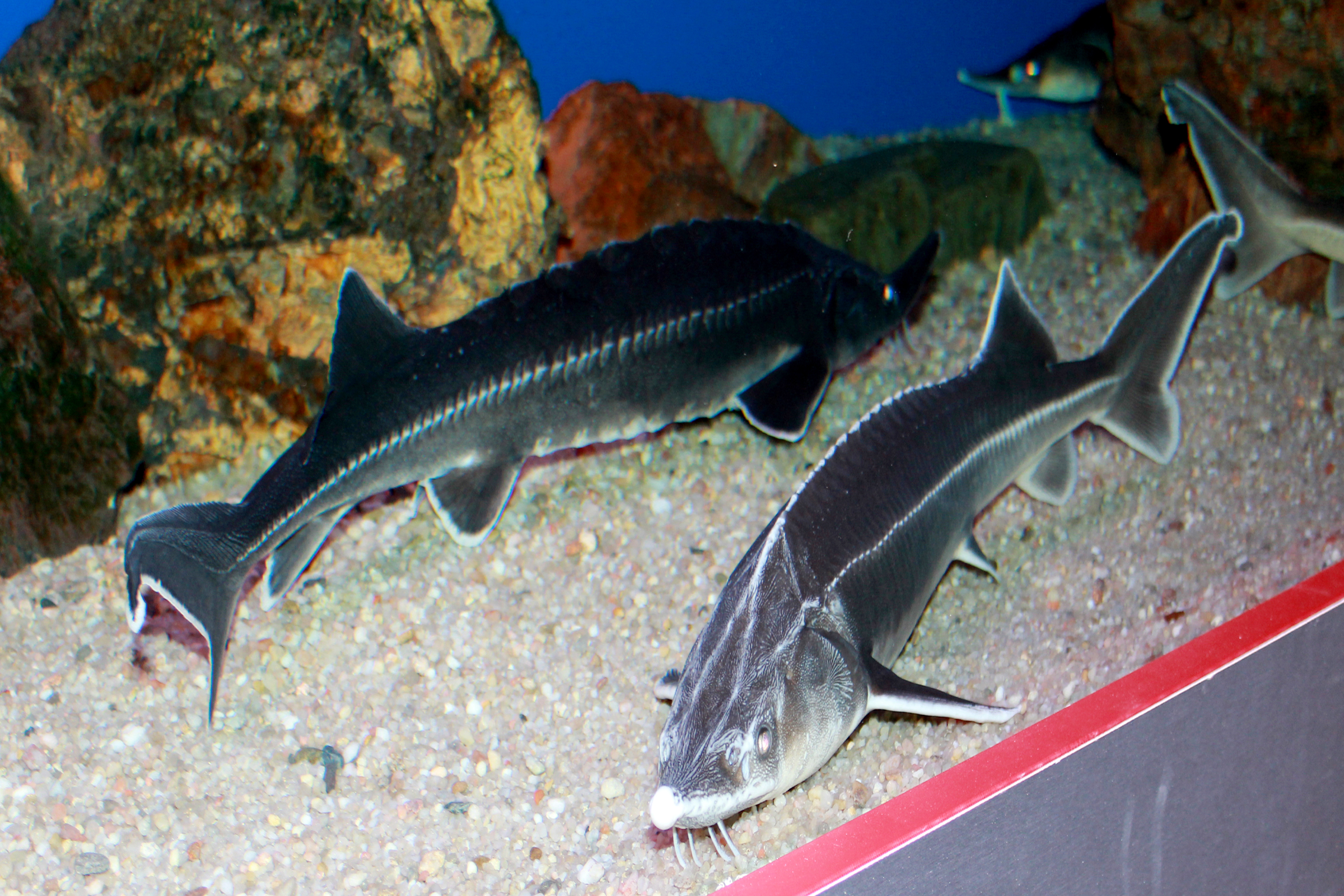

Jeseter malý (Acipenser ruthenus Linneus, 1758) je sladkovodní ryba, jeden z vývojově nejstarších druhů ryb, vyskytujících se v Česku. Řád jeseteři (Acipenseriformes) vznikl v době spodního triasu před více než 200 miliony let a čeleď jeseterovitých v období svrchní křídy přibližně před 80 miliony let). Od té doby byl jejich vývoj velmi pomalý, lze je tedy považovat za živé fosilie. Druh se v Česku vyskytuje velmi sporadicky, a proto je chráněn zákonem.

## Popis
Jeseter má protáhlé, nízké tělo. Hlava vybíhá v dlouhý rypec. Ústa jsou na spodní straně hlavy. Má 4 vousky. Oči jsou malé. Hřbetní ploutev je posunuta dozadu, ocasní je nesouměrná s výrazně větším horním lalokem. Na těle jsou kostěné štítky vytvářející 5 podélných řad. Na hřbetě má v řadě 11–17, na boku 60–70 a na břiše 10–18 kostěných štítků. Kostra je chrupavčitá. Hřbet a boky jsou šedohnědé až zelenohnědé, břicho žlutavé nebo špinavě hnědé. Hřbetní a řitní ploutve rezavě červené, ostatní jsou světle šedé. Živí se bentickými organismy (larvy vodního hmyzu, červi, měkkýši, korýši, pijavky). Nejvyšší zaznamenaný věk byl 27 let. Může dosáhnout délky až 125 cm při hmotnosti 16 kg.

## Výskyt
Vyskytuje se ve velkých, poměrně rychle proudících tocích úmoří Černého, Kaspického a Baltského moře nebo ústících do Severního ledového moře. Na Slovensku je chován v rybnících. V ČR se vyskytuje velmi vzácně v řekách Dyji a Moravě, kam proniká z Dunaje. 

## Význam
V našich podmínkách je jeho hospodářský význam nepodstatný. Jeseteři jsou z volných vod drancováni především pro kaviár. Chov jeseterů a produkce kaviáru v akvakultuře je tedy považováno nejen za perspektivní oblast, ale také za způsob ochrany jeseterů. Celosvětová produkce jeseterů vzrostla v posledních letech z 2500 tun v roce 1999 na 25 600 tun v roce 2008 (FAO, 2008). U výroby kaviáru lze sledovat podobný trend. Ta vzrostla z 1,7 tuny v roce 2003 na 27,3 tun v roce 2007. Vysoká cena kaviáru tedy zaručuje rentabilitu chovu jeseterů v akvakultuře, přičemž kaviár z albinotické formy jesetera patří k nejdražším na světě. Kilogram tohoto vysoce kvalitního „zlatého kaviáru“ může stát podle Guinnessovy knihy rekordů až 25 000 $. Je snaha o jeho návrat vysazováním jedinců z umělého odchovu do volných vod. Vytvoření trvalé populace schopné přirozeného rozmnožování se zatím nezdařilo.

## Potrava
Jeseteři jsou v přirozeném prostředí živočichové, jejichž hlavní složkou potravy jsou bentické organizmy (larvy hmyzu, červi, korýši), některé v akvakulturách chované druhy (např. vyza velká, jeseter ruský, jeseter malý) se od určitého stáří (velikosti jedince) stávají predátory, kdy vyhledávají a loví ryby vhodných velikostí. Proto jejich chov nelze běžně provádět extenzivní ani semi-intenzivní metodou. Potravu většinou sbírají ze dna, ale výjimečně i z vodního sloupce a z hladiny. Je tedy bentofágem.

## Rozmnožování
Tření probíhá zpravidla od dubna do června. Jeseteři v této době táhnou proti proudu řeky do vyšších partii. Jikry jsou kladeny na štěrkové dno. Plodnost se pohybuje mezi 10 000 a 140 000 jiker na samici. Jeseter malý byl zvolen jako modelový druh pro své rozšíření ve středoevropské akvakultuře a pro využití v hybridizaci s vysoce ceněnou vyzou velkou (Huso huso) k produkci bestěra.

### Pohlaví
Na první pohled obtížně zjistitelné. Pohlavní dospělosti dosahují samci ve věku 3–5 let a samice 4–7 let, většinou po překročení délky 40 cm. Samice žijí déle než samci. Oproti jiným rybám rostou velmi pomalu.

### Ekonomické aspekty umělého výtěru

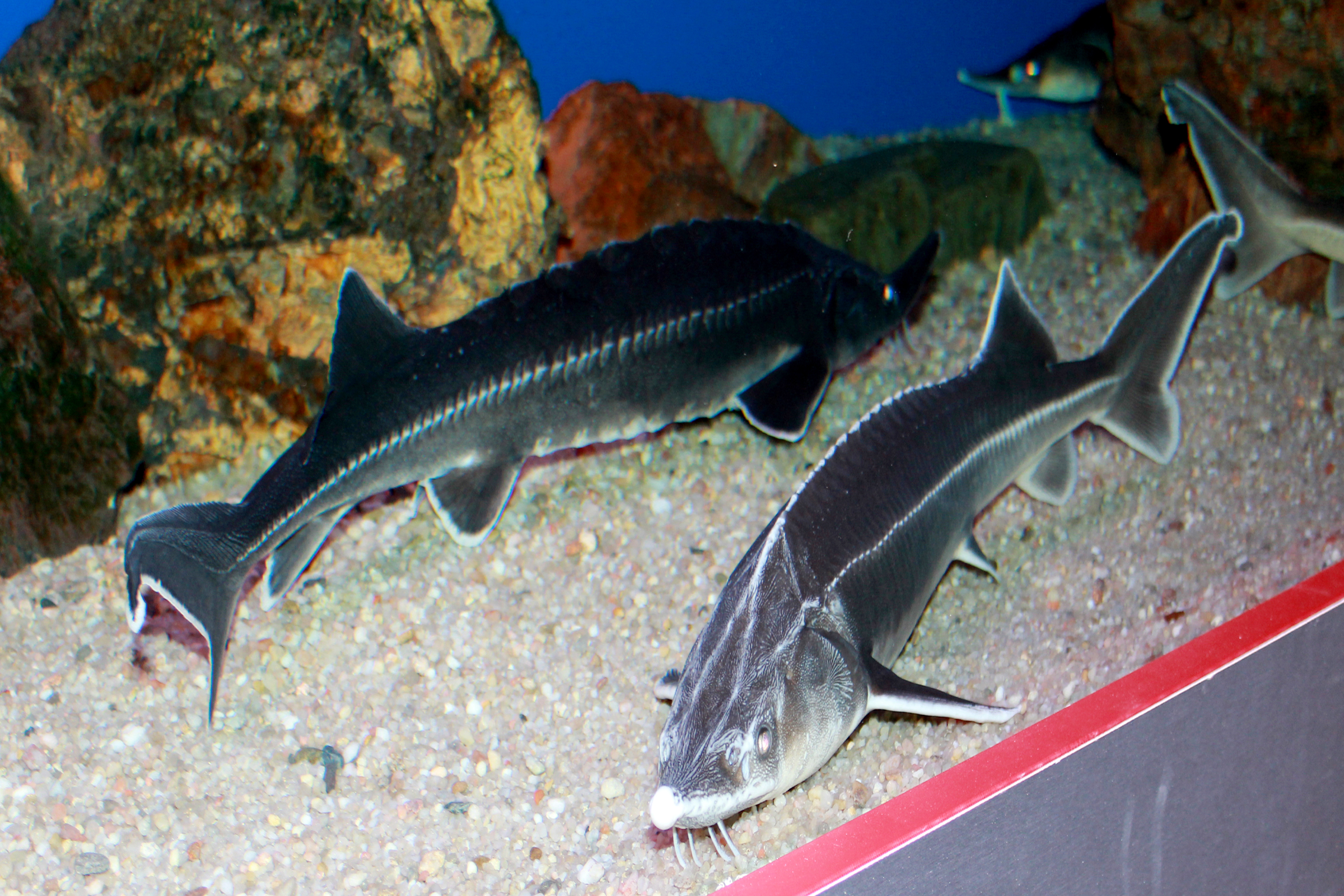
Výstava „Pod hladinou Vltavy“, Praha

Konvenční akvakultura jeseterů vyžaduje společný chov obou pohlaví podle druhu po několik let, než je možné pohlaví diagnostickými metodami rozlišit. Při chovu jeseterů na produkci kaviáru z akvakultury ale není odchov samců do vyšší hmotnosti ekonomicky výhodný, vzhledem k násobným až řadovým rozdílům mezi cenou 1 kg jeseteřího masa (cca 350 Kč) a 1 kg kaviáru (cca 15 400 Kč).
| Druh              | pohlavní dospělost (roky)    | velikost jiker (mm) | počet jiker v 1 g |
| ----------------- | ---------------------------- | ------------------- | ----------------- |
| jeseter malý      | mlíčák 3–7 jikrnačka 5–9     | 1,9 – 2,5           | 110–120           |
| vyza velká        | mlíčák 10–16 jikrnačka 14–20 | 3,3 – 4,5           | 27–45             |
| jeseter hvězdnatý | mlíčák 9–14 jikrnačka 11–15  | 2,7 – 3,2           | 70–100            |